# Andrew Viktor Schally
Andrew Viktor Schally (Wilno, 30 novembre 1926 – Miami Beach, 17 ottobre 2024) è stato un medico endocrinologo polacco naturalizzato statunitense, premio Nobel per la medicina nel 1977, insieme a Roger Guillemin, per le scoperte sulla produzione degli ormoni proteici dell'encefalo.
Lo stesso anno il premio Nobel fu assegnato anche a Rosalyn Yalow per il dosaggio radioimmunologico degli ormoni proteici.